# آکیهیسا سونوب
آکیهیسا سونوب (ژاپنی: 園部 晃久؛ زادهٔ ۱۶ دسامبر ۱۹۶۴) یک بازیکن فوتبال اهل ژاپن است.
از باشگاه‌هایی که در آن بازی کرده‌است می‌توان به باشگاه فوتبال اوراوا رد دیاموندز اشاره کرد.